# ゴマルヨンズボン
ゴマルヨンズボン（GOMARUYONZUBON）は、日本の音楽&映像クリエイトユニット。2004年に結成。通称、ゴマルヨン。

## 概要
ゴマルヨンズボン（GOMARUYONZUBON）という名称は、筒井の両親の住んでいたマンションの部屋が504号室だったことからきている。
20代の大半を海外放浪していた筒井が、一時帰国していたタイミングに、共通の友人がいたことから森田知宏と出会う。
GENERAL HEAD MOUNTAIN（ジェネラルヘッドマウンテン）のPV制作やEMIをキャストとしたファッションブランドCMなどを手がけた。
海外放浪中の筒井に森田もジョイントし、ライブ活動や楽曲・映像制作に励む。最初のユニット名はフラワーポップコーンミュージックである。
初期の頃から、インスト、バラード、ポップ、ロックなど幅広い楽曲を制作している。
筒井が日本に完全帰国した後、2004年にユニット名をゴマルヨンズボンに改名。
都会の森ガーデン経営時代は、都内のライブハウスや芸能人・著名人の自宅やパーティなどでのライブを重ねる。
シンガーソングライター山崎ハコがリズムレッスン＆ボイストレーニングをしたことをラジオで明かす。その際に教材として使用した映像をYOUTUBEで公開している。
2013年、自社レーベル「一本桜レコード」を立ち上げる。1stアルバム「PURE BLACK」をリリース。
ゴマルヨンズボンを結成して10年目となる2014年には、楽曲が200を超える。2015年より、YOUTUBEにてミュージックビデオを公開している。

## メンバー
- 森田知宏（もりたともひろ）別名：森田メロン　生年月日：1974年12月9日 　出身：東京都　 血液型：O 【Guitar】
ゴマルヨンズボンのリーダーであり、ユニットのほぼすべての楽曲で作曲を手掛ける。
1998年、ロックバンド「Barefoot」のギタリストとしてソニーミュージックエンターテイメントよりメジャーデビュー。同期にデビューしたポルノグラフティーと頻繁に対バン競演し全国のライブハウスを周り、ポルノ同様、順調に人気を高めていったが、2001年、メンバー内の分裂により解散、その後、ポップユニット「Lovelock」を結成。
新宿ヘッドパワーで行われたLovelockのライブに、森田と親交の深かった小説家の狗飼恭子が筒井はじめを連れて来たことで筒井と出会う。ライブの打ち上げで筒井と意気投合し交流を深めてゆく。その後、Lovelockのメンバーが役者の道に進むこととなり解散。
2004年に筒井はじめと音楽活動を開始する。当初は「フラワーポップコーンミュージック」という名前で活動していた。
ギタリストをメインに基本的な楽器を演奏できるオールラウンドプレイヤーである。また、コトリッチなど、多くの表現者に楽曲提供をしている。

- 筒井はじめ （つついはじめ）生年月日：1970年12月7日 　出身：東京都 　血液型：O 【Vocal】
バイオリン演奏を趣味にしていた父親に影響され、幼少の頃から楽器を演奏を開始。
小学生時代、夜8時を過ぎると父を迎えに父の経営する結婚式場に出向き、宴会場のカラオケに夢中になる日々を過ごす。
当時、エイトトラックのカラオケには演歌や昭和歌謡が多く、鶴田浩二や石原裕次郎、村田秀雄など自分が生まれる以前の流行歌の多くをマスターする。
中学時代、イカ天ブームに影響されギターを手に入れバンド活動を開始するが、継続的に活動する仲間に出会えず、作詞、作曲活動にいそしむ。
その後、8ミリビデオを手に入れたことから知人のバンドや知人から紹介されたバンドのPVのようなものを制作し始める。
20代前半から頻繁に渡米し様々なアーティストとの出会いやセッションにより、音楽の枠を越えてアート表現全般に強く魅了されてゆく。

## 来歴
2004年
- 3月 - 森田知宏・筒井はじめがユニットを結成。

2009年
- 11月 - GENERAL HEAD MOUNTAIN メジャーデビューシングル 『羽』トータルビジュアルデザインディレクション。筒井はじめヴァージョンPV制作。　
- 11月21日 - 筒井はじめ×GENERAL HEAD MOUNTAIN 松尾昭彦トークショー @大丸福岡天神店 本館1階「アンテナプラス」

2010年
- 1月20日 - GENERAL HEAD MOUNTAINメジャーデビューアルバム『深まる日々に、微笑みを。』アルバムデザイン。
- 11月17日 - GENERAL HEAD MOUNTAIN『薊』PV制作。

2012年
- 7月11日 - 1st ALBUM 『PURE BLACK』リリース。
- 11月11日 - デザインフェスタvol.36 @東京ビッグサイトにて、ライブ出演。

2013年
- 自社レーベル「一本桜レコード」を立ち上げる。
- 2月24日、3月2日 - 上野の森美術館アコースティックライブ開催。」
- 4月21日 - 上野の森美術館2ndライブ開催。
- 8月10日 - インストシングル「Beautiful Girl」、「今までありがとう」、「YOU&I」、「止まらない人」リリース。iTunes Storeにて楽曲発売開始。
- 8月8日 - ゴマルヨンズボン「世界の扉を開く LIVETOUR 2nd」 DVD発売開始。
- 8月31日 - 2013 BIG SUMMER CARNIVAL in 浅草　出演。

## 作品

### シングル
| 枚 | 発売日        | タイトル         |
| -- | ------------- | ---------------- |
| 1  | 2013年8月10日 | Beautiful Girl   |
| 2  | 2013年8月10日 | 今までありがとう |
| 3  | 2013年8月10日 | YOU&I            |
| 4  | 2013年8月10日 | 止まらない人     |

### アルバム
| 枚 | 発売日        | タイトル                                             |
| -- | ------------- | ---------------------------------------------------- |
| 1  | 2012年7月11日 | PURE BLACK                                           |
| 2  | 2014年1月24日 | ゴマルヨンギグ SEXY 1 ヒトハカンガエルアホデアル編   |
| 3  | 2014年1月24日 | ゴマルヨンギグ SEXY 2 ホントウハソツギョウナドナイ編 |
| 4  | 2014年1月24日 | ゴマルヨンギグ SEXY 3 コノママキエナイデクレ編       |

### 映像作品
- 「世界の扉を開くLIVE TOUR 2nd」（2013年8月8日）-DVD

## 主な出演フェス・イベント

### 自主企画
2013
- 2.24、3.2、4.21 - 上野の森美術館　アコースティックライブ

### 出演イベント
2012
- 10.1 - デザインフェスタ in 東京ビッグサイト

2013
- 8.31 - 2013 BIG SUMMER CARNIVAL in 浅草公会堂

2015
- 3.29 - 地球フェス♪EARTHLYS♪ in 君津TRICK EYE